# Municipio de Washington (condado de Boone)
El municipio de Washington (en inglés: Washington Township) es un municipio ubicado en el condado de Boone en el estado estadounidense de Indiana. En el año 2010 tenía una población de 1398 habitantes y una densidad poblacional de 15,17 personas por km².

## Geografía
Según la Oficina del Censo de los Estados Unidos, tiene una superficie total de 92.15 km², de la cual 91,79 km² corresponden a tierra firme y (0,39 %) 0,36 km² es agua.

## Demografía
Según el censo de 2010, había 1398 personas residiendo. La densidad de población era de 15,17 hab./km². De los 1398 habitantes, estaba compuesto por el 97,14 % blancos, el 0,14 % eran afroamericanos, el 0,79 % eran amerindios, el 0,21 % eran asiáticos, el 0,36 % eran de otras razas y el 1,36 % eran de una mezcla de razas. Del total de la población el 3,08 % eran hispanos o latinos de cualquier raza.